# Oh For Joy
Oh for Joy é o oitavo álbum de David Crowder Band, lançado pela gravadora Sixstepsrecords em 2011.

## Faixas
1. "Joy to the World" - 3:00
2. "The First Noel" - 5:26
3. "Go, Tell It on the Mountain" - 4:40
4. "Angels We Have Heard on High" - 2:07
5. "O Come, O Come, Emmanuel" - 4:50
6. "O Holy Night" - 5:03
7. "Silent Night" - 6:18
8. "Carol of the Bells/Christmas Eve (Sarajevo 12/24)" - 4:13